# 佐賀県道51号佐賀脊振線
佐賀県道51号佐賀脊振線（さがけんどう51ごう さがせふりせん）は、佐賀県佐賀市から神埼市に至る県道（主要地方道）である。

## 概要
佐賀市巨勢町大字牛島から神埼市脊振町服巻に至る。
起点から佐賀県道21号三瀬神埼線交点までの区間はJR九州長崎本線 伊賀屋駅近くで1.5車線になる以外は概ね2車線だが、佐賀県道21号三瀬神埼線交点から終点までの区間は1 - 1.5車線ほどの道幅となる。

### 路線データ
- 起点：佐賀県佐賀市巨勢町大字牛島（構口交差点、国道264号交点、佐賀県道・福岡県道15号佐賀八女線起点）
- 終点：佐賀県神埼市脊振町服巻（佐賀県道46号中原三瀬線交点）

## 歴史
- 1993年（平成5年）5月11日 - 建設省から、県道脊振佐賀線が佐賀脊振線として主要地方道に指定される[1]。

## 路線状況

### 愛称
- 貫通道路※通称、東いちょう通り※公募愛称・標識（佐賀市・構口 - 瓦町）[2]

### 重複区間
- 国道34号（佐賀市兵庫町大字瓦町・堀立西交差点 - 佐賀市兵庫町大字瓦町・堀立東交差点）
- 佐賀県道209号広滝大和富士線（神埼市脊振町鹿路 地内）

### 道路施設

#### 橋梁
- 修理田橋（巨勢川、佐賀市）
- 瓦町橋（佐賀市）
- 堺橋（佐賀市）
- 上分1号橋（巨勢川、佐賀市）
- 上分2号橋（巨勢川、佐賀市）
- 谷内橋（佐賀市）

## 地理

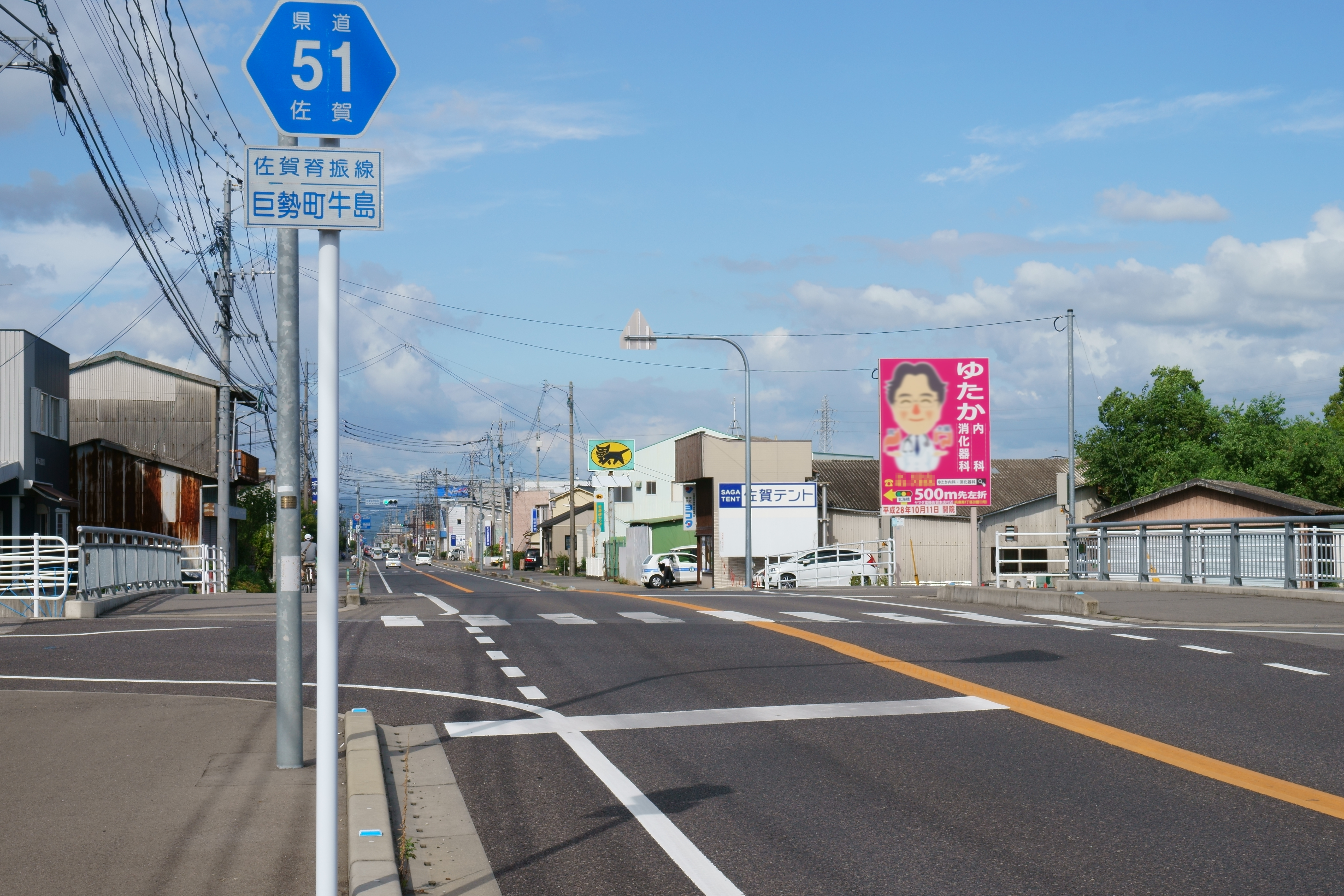
巨勢町牛島

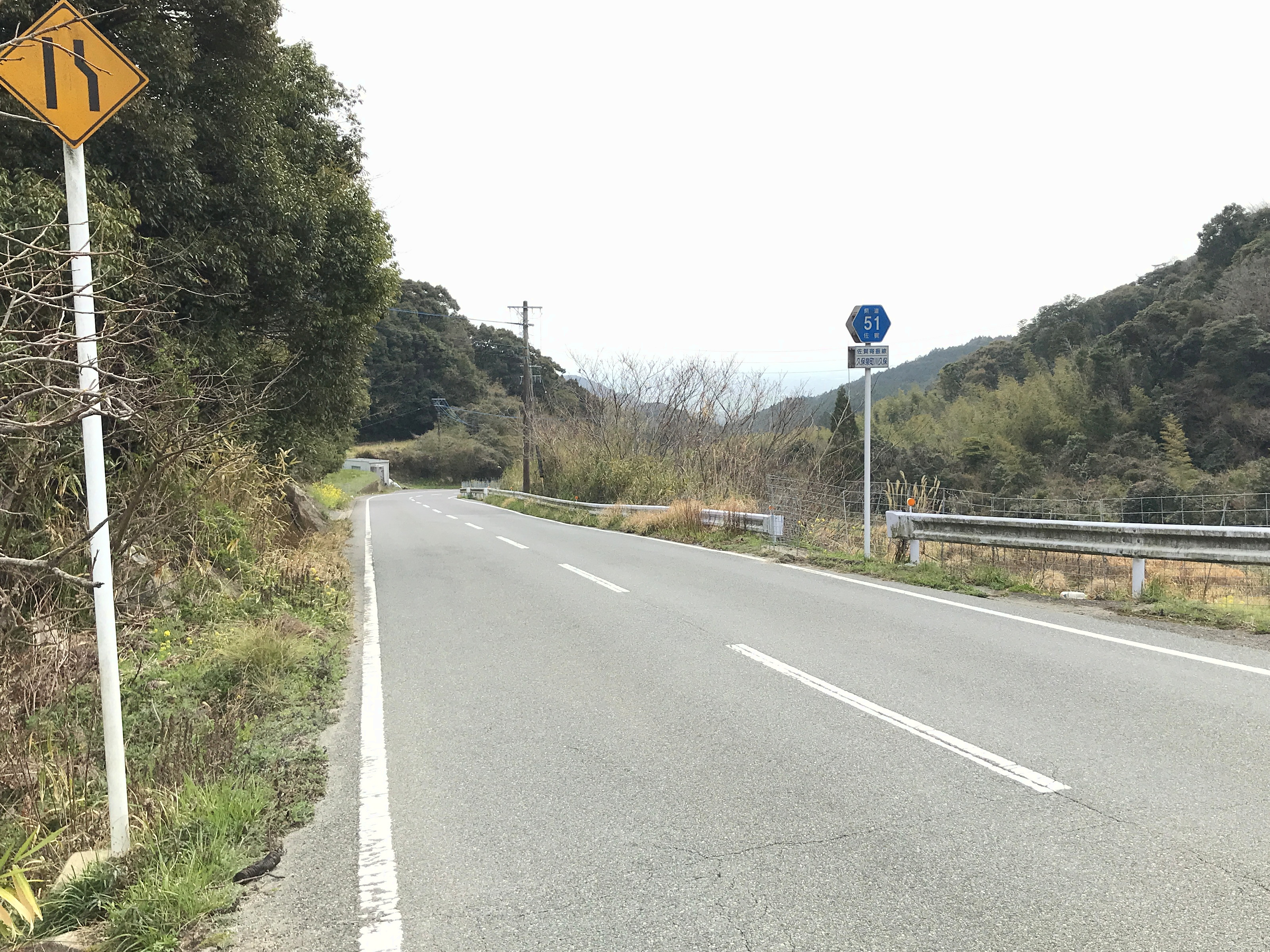
金立山東方の大峠から佐賀方面

### 通過する自治体
- 佐賀市
- 神埼市

### 交差する道路
| 交差する道路                                                  | 市町村名 | 交差する場所       | 交差する場所      |
| ------------------------------------------------------------- | -------- | ------------------ | ----------------- |
| 国道264号 佐賀県道・福岡県道15号佐賀八女線                    | 佐賀市   | 巨勢町大字牛島     | 構口交差点 / 起点 |
| 佐賀県道333号佐賀環状東線                                     | 佐賀市   | 兵庫南4丁目        | 玄海橋交差点      |
| 国道34号 重複区間起点                                         | 佐賀市   | 兵庫町大字瓦町     | 堀立西交差点      |
| 国道34号 重複区間終点                                         | 佐賀市   | 兵庫町大字瓦町     | 堀立東交差点      |
| 佐賀県道223号伊賀屋停車場線                                   | 佐賀市   | 兵庫町大字若宮     |                   |
| 佐賀県道48号佐賀外環状線 佐賀県道401号佐賀環状自転車道線 重複 | 佐賀市   | 久保泉町大字下和泉 | 下和泉交差点      |
| 佐賀県道31号佐賀川久保鳥栖線                                  | 佐賀市   | 久保泉町大字川久保 | 川久保交差点      |
| 佐賀県道209号広滝大和富士線 重複区間起点                      | 神埼市   | 脊振町鹿路         |                   |
| 佐賀県道209号広滝大和富士線 重複区間終点                      | 神埼市   | 脊振町鹿路         |                   |
| 佐賀県道21号三瀬神埼線                                        | 神埼市   | 脊振町服巻         |                   |
| 佐賀県道46号中原三瀬線                                        | 神埼市   | 脊振町服巻         | 終点              |

### 交差する鉄道
- 長崎本線

### 沿線
- 佐賀市立城東中学校
- 佐賀消防専門学校
- JR九州長崎本線 伊賀屋駅
- 佐賀市立久保泉小学校
- 佐賀北警察署川久保駐在所

### 峠
- 大峠（佐賀市 - 神埼市）